# Máy khoan cọc nhồi

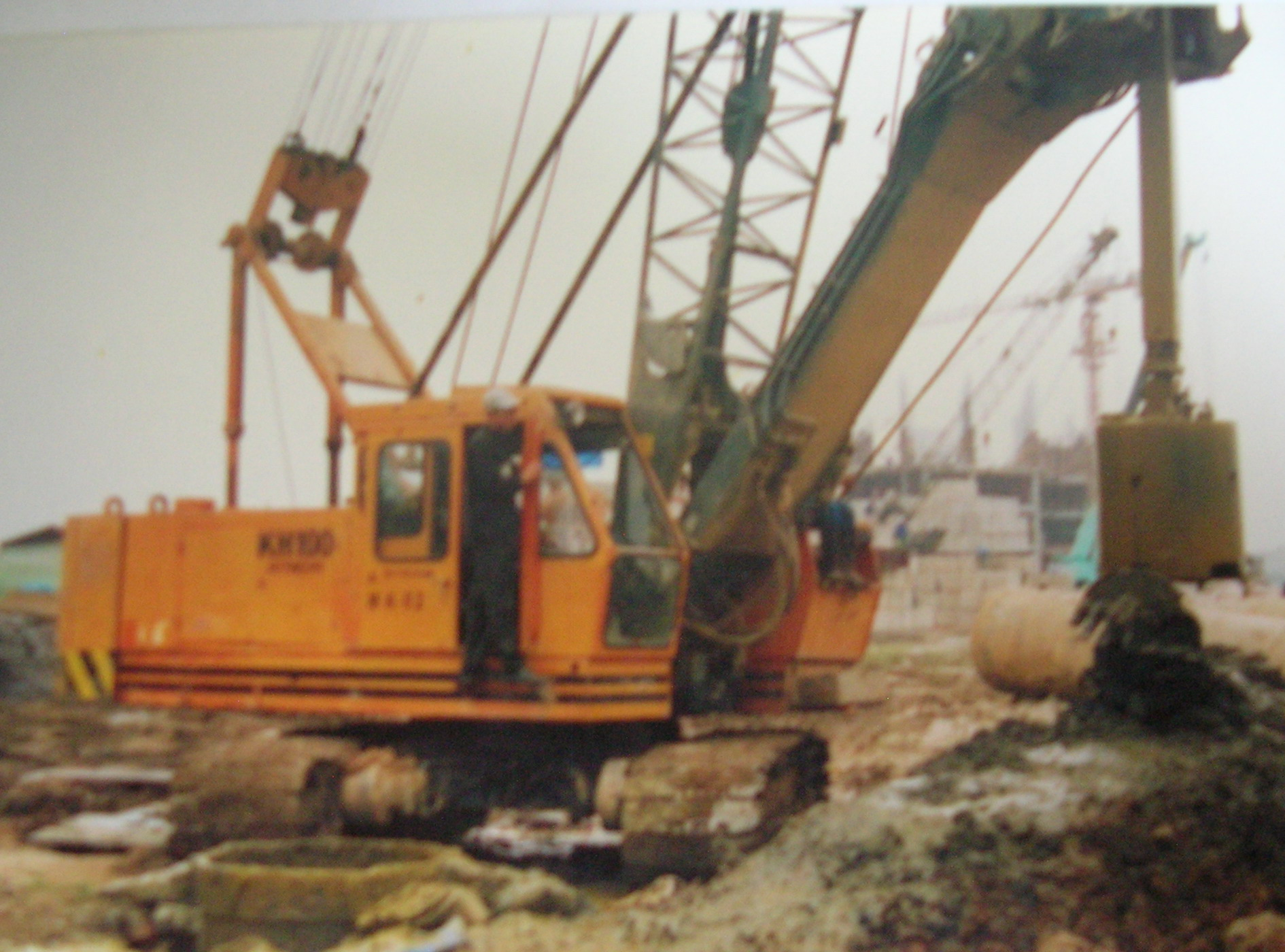
Máy khoan cọc nhồi thùng đào

Máy khoan cọc nhồi là một loại thiết bị xây dựng dùng để tạo lỗ cọc nhồi trong công nghệ thi công cọc nhồi bê tông hay vữa xi măng (tức là lấy đất lên khỏi nền để hình thành hố đào) bằng phương pháp khoan.

## Các kiểu máy khoan cọc nhồi
Máy khoan cọc nhồi kiểu mũi khoan cánh xoắn (guồng xoắn): khi khoan vào trong đất các lưỡi khoan, làm việc giống như các mũi khoan khoan gỗ hay thép, đẩy đất lên qua cánh xoắn. Cũng có loại máy khoan guồng xoắn gồm nhiều mũi khoan, lồng cánh xoắn vào nhau và xếp thành hàng (3 mũi), dùng để khoan tạo thành cọc barrette và tường vây (tường vây tạo bằng thiết bị này có dạng một hàng mặt cắt hình tròn trồng lấn và nối tiếp nhau).
Máy khoan cọc nhồi kiểu thùng đào: khi làm việc, thùng đào xoay tròn theo cần khoan, cắt đất, nhồi đầy vào thùng đào, sau đó đất trong thùng đào được đưa lên cùng với thùng đào nhờ việc rút cần khoan lên.
Máy khoan cọc nhồi kiểu bơm phản tuần hoàn: lưỡi cắt đất dạng chân vịt tàu thủy (tức là dạng cánh quạt) khoan vào trong đất nhờ gắn vào đầu cần khoan, là các đường ống bơm, xoay tròn. Sau khi đất đã được làm tơi nhỏ thành mùn khoan, thì được máy bơm hút công suất lớn, bơm lên trên mặt đất cùng với dung dịch giữ thành hố đào qua đường cần khoan.

## Cấu tạo

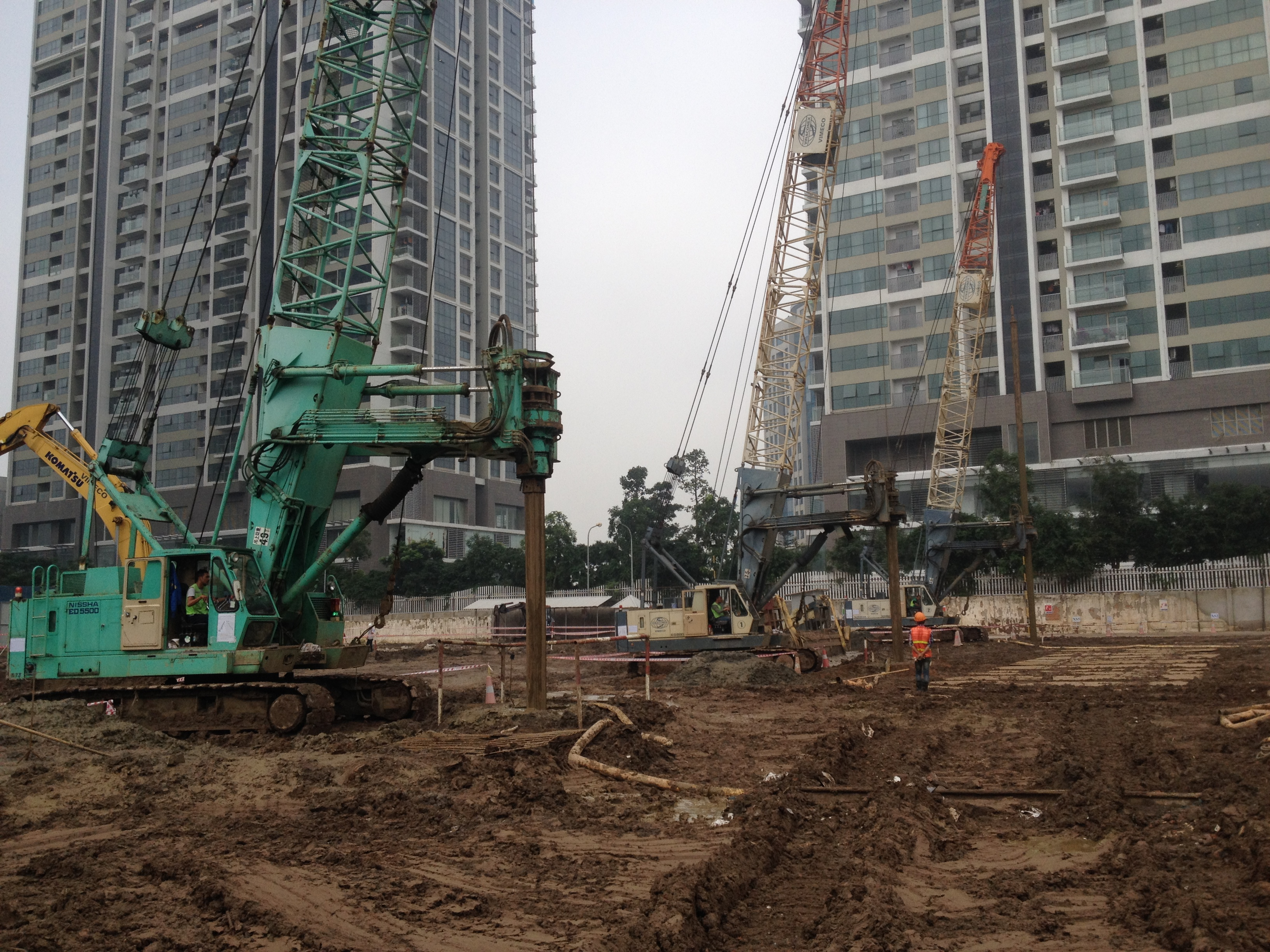
Đang khoan cọc nhồi

Máy khoan cọc nhồi kiểu thùng đào bao gồm hệ thống cần (trục) khoan và đầu mũi khoan (gầu khoan). Toàn bộ hệ thống này thường được lắp vào cần trục bánh xích nặng khoảng 30 đến 80 T, chủ yếu sử dụng động cơ thủy lực. Cần khoan làm bằng thép gồm 3 đến 5 đoạn lồng vào nhau như cột ăng ten, chiều dài cần từ 12 m đến 18 m. Khi khoan các đoạn phía trong tự thò ra cho đến khi ra hết cả năm đoạn, chiều sâu khoan từ 30 m cho đến 64 m. Gầu khoan hình thùng phuy có đường kính các loại từ 600 mm đến 2.000 mm. Các loại máy khoan cọc nhồi dùng tại Việt Nam chủ yết là của các hãng HITACHI, NIPON, SUMITOMO v.v. do Nhật Bản sản xuất.
Với điều kiện kinh tế của Việt Nam hiện nay. Nếu dùng máy khoan nguyên chiếc nhập từ nước ngoài về thì quả là khó khăn đối với một số doanh nghiệp vừa và nhỏ. Chính vì vậy đã có một số đơn vị đưa ra giải pháp chỉ nhập máy cẩu trục về và chế tạo phần đầu khoan tại Việt Nam cho giảm giá thành thu hồi vốn nhanh mà chất lương không kém của ngoại,chủng loại phong phú 

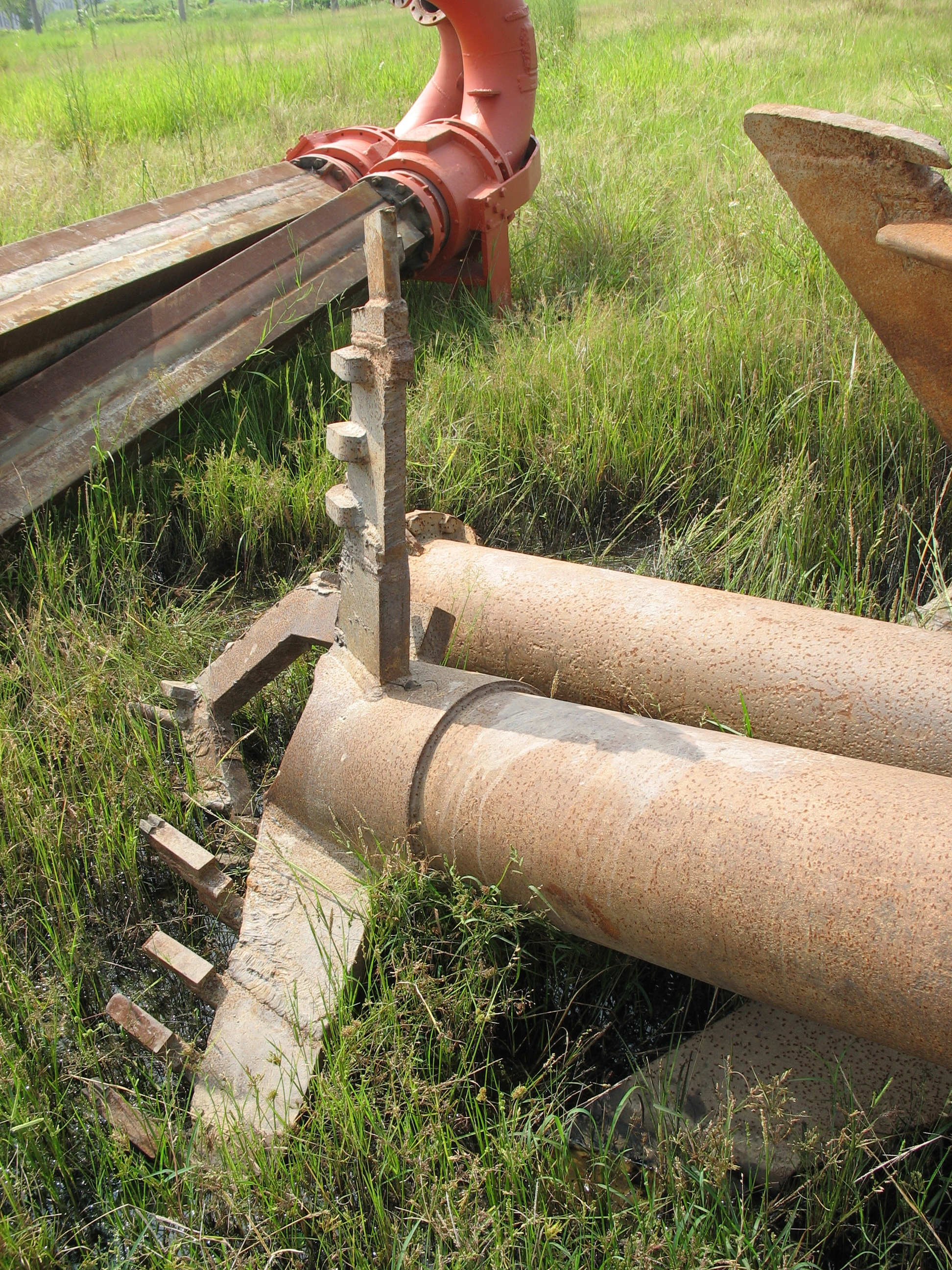
Lưỡi cắt dạng chân vịt của máy khoan cọc nhồi kiểu bơm phản tuần hoàn.
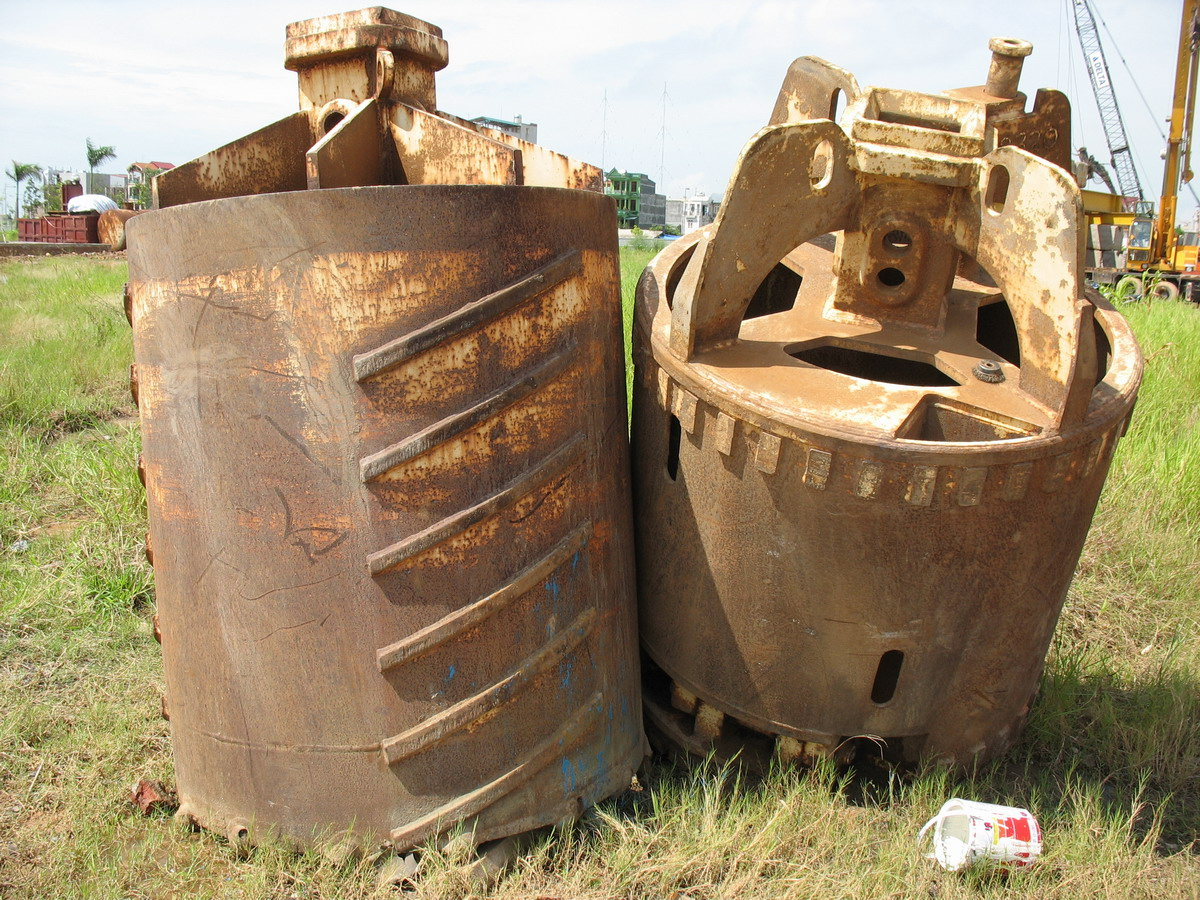
Thùng đào của máy khoan cọc nhồi kiểu thùng đào.
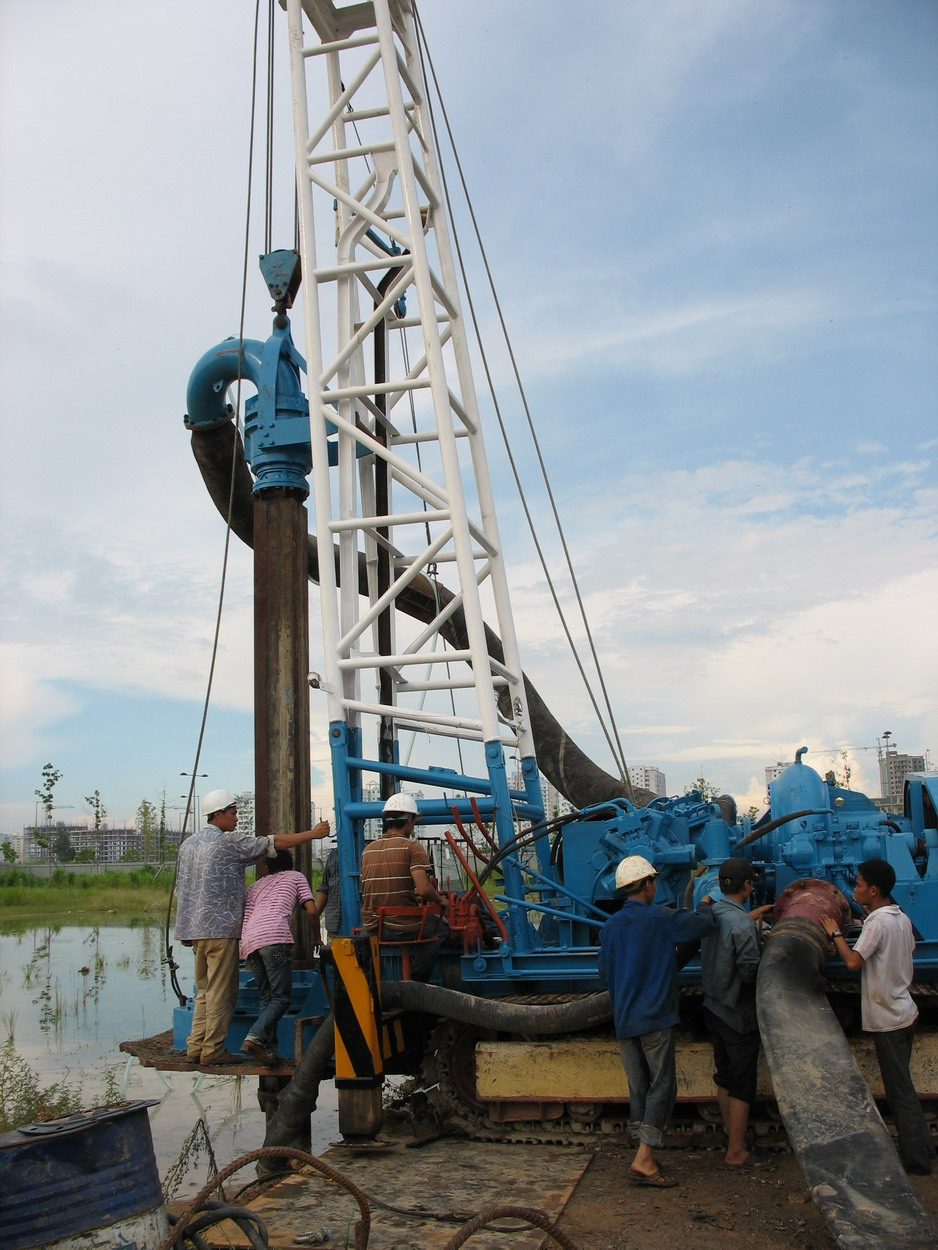
Máy khoan cọc nhồi kiểu bơm phản tuần hoàn.